# Lubinowo (rejon miorski)
Lubinowo – dawny zaścianek. Tereny, na których leżał, znajdują się obecnie na Białorusi, w obwodzie witebskim, w rejonie miorskim, w sielsowiecie Nowy Pohost.

## Historia
W czasach zaborów w powiecie dzisieńskim, w guberni wileńskiej Imperium Rosyjskiego.
W latach 1921–1945 zaścianek leżał w Polsce, w województwie wileńskim, w powiecie dziśnieńskim (od 1926 w powiecie brasławskim) w gminie Nowy Pohost.
Według Powszechnego Spisu Ludności z 1921 roku zamieszkiwało tu 12 osób, 5 było wyznania rzymskokatolickiego a 7 ewangelickiego. Jednocześnie 5 mieszkańców zadeklarowało polską a łotewską przynależność narodową. Były tu 2 budynki mieszkalne. W 1931 w 1 domu zamieszkiwało 8 osób.
Wierni należeli do parafii rzymskokatolickiej i prawosławnej w Nowym Pohoście. Miejscowość podlegała pod Sąd Grodzki w Drui i Okręgowy w Wilnie; właściwy urząd pocztowy mieścił się w Nowym Pohoście.